# Bộ máy Golgi

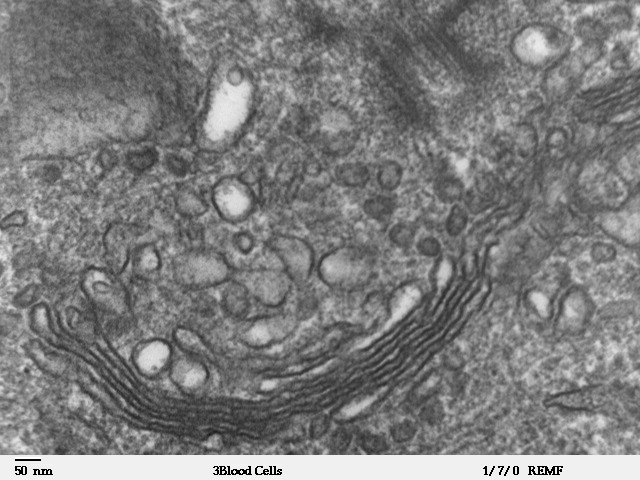

Bộ máy Golgi (hay còn được gọi là thể Golgi, hệ Golgi, phức hợp Golgi hay thể lưới) là một bào quan được tìm thấy trong phần lớn tế bào nhân chuẩn, kể cả thực vật và động vật (nhưng không có ở nấm). Nó được Camillo Golgi, một nhà giải phẫu học người Ý phát hiện vào năm 1898 được đặt tên theo tên của ông. Chức năng chính của bộ máy Golgi là chế biến và bao gói các đại phân tử cho tế bào như protein và lipid.
Chức năng chính của nó là tổng hợp những protein hướng tới màng tế bào, lysosome hay endosome và một số chất khác sẽ được tiết ra ngoài tế bào, qua những túi tiết. Vậy, chức năng của thể Golgi là trung tâm vận chuyển, phân phối các chất trong tế bào.
Phần lớn bóng vận chuyển rời khỏi lưới nội chất, đặc biệt là lưới nội chất hạt, được chuyển đến bộ máy Golgi, nơi chúng được tổng hợp, đóng gói, vận chuyển tuỳ theo chức năng của chúng. Hệ Golgi tồn tại ở phần lớn tế bào nhân chuẩn, nhưng có khuynh hướng nhô ra hơn, nơi mà có rất nhiều chất, chẳng hạn như enzyme, được tiết ra.

## Cấu tạo

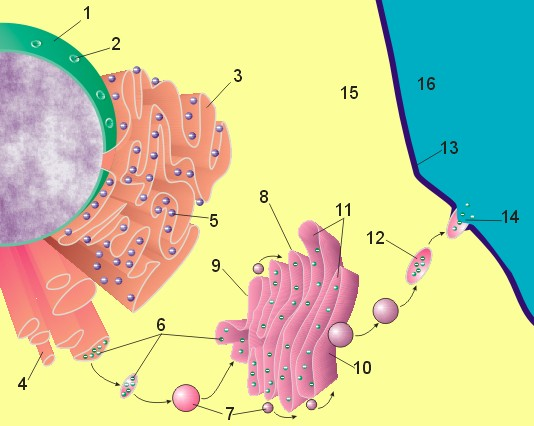
Hình 1: Hình ảnh về nhân tế bào, mạng lưới nội chất và thể Golgi: (1) Nhân, (2) Lỗ nhân, (3) Mạng lưới nội chất hạt (RER), (4) Mạng lưới nội chất trơn (SER), (5) Ribosome trên RER
(6) Các phân tử protein được vận chuyển, (7) Túi tiết vận chuyển protein, (8) Thể Golgi, (9) Đầu Cis của thể Golgi, (10) Đầu trans của thể Golgi, (11) Phần thân của thể Golgi, (12) Các túi tiết, (13) Màng tế bào, (14) Xuất bào, (15) Tế bào chất, (16) Ngoại bào.

Thế Golgi được tạo thành bởi các túi màng dẹt xếp chồng lên nhau (còn được gọi là chồng Golgi), sinh ra từ đoạn chuyển tiếp không hạt của lưới nội sinh chất có hạt. Mỗi bộ có từ 5 đến 8 túi, tuy nhiên người ta cũng từng quan sát thấy bộ Golgi có đến 60 túi. Xung quanh chồng túi chính là một số lượng lớn các túi cầu (nang), nảy chồi ra từ chồng túi.
Chồng túi có 5 miền chức năng: mạng cis-Golgi, cis-Golgi, Golgi trung gian, trans-Golgi và mạng trans-Golgi. Các sản phẩm tiết từ lưới nội sinh chất hòa vào mạng cis-Golgi, sau đó vươn đến các phần khác của chồng túi cho đến khi gặp mạng trans-Golgi, nơi mà chúng được đóng gói và chuyển đến các nơi cần chúng. Mỗi miền có chứa những loại enzymes khác nhau, giúp chỉnh sửa phân loại các sản phẩm dựa trên điểm đến của các sản phẩm này.

## Chức năng
Tế bào tổng hợp một lượng lớn các đại phân tử khác nhau và cần thiết cho cuộc sống của nó. Bộ máy Golgi cần thiết cho sự chỉnh sửa, phân loại và bao gói những chất này cho tế bào sử dụng và bài tiết. Nó cơ bản chế biến protein lấy từ lưới nội sinh chất nhám, nhưng nó cũng góp phần vào việc vận chuyển lipids trong tế bào, và sự tạo thành các lysosome. Trong khía cạnh này thì có thể xem bộ máy Golgi như một bưu điện; nó đóng gói, dán nhãn các "bưu kiện" và rồi chuyển chúng đến những phần khác nhau của tế bào.
Enzymes trong chồng túi Golgi có khả năng chế biến các chất nhờ vào carbohydrate và phosphate. Để làm được việc này, Golgi vận chuyển các chất như các đường nucleotide vào các bào quan trong tế bào chất. Protein cũng được dán nhãn nhờ các phân tử nhận diện, nhờ đó mà protein được chuyển đến đúng vị trí. Lấy ví dụ, bộ máy Golgi dán nhãn mannose-6-phosphate cho protein nào được chuyển đến các lysosome.
Bộ Golgi cũng đóng vai trò quan trọng trong việc chế biến proteoglycan, phân tử hiện diện trong tinh trùng của các động vật. Việc này bao gồm sự sản xuất glycosaminoglycans hay các GAG, chính là các chuỗi polysaccarid không phân nhánh mà sau này bộ Golgi sẽ đính vào 1 protein chế biến trong lưới nội chất để hình thành proteolycan.
Một nhiệm vụ khác của Golgi là phosphor hóa các phân tử. Để làm được như vậy, Golgi chuyển ATP vào trong lumen. Bộ Golgi bản thân đã có chứa các kinaza, như là cazein kinaza. Sự phosphor hóa các phân tử được xem là quan trọng giúp cho sự phân loại các chất bài tiết vào trong huyết thanh.

## Sự vận chuyển các túi màng
Các túi bọng rời lưới nội sinh chất nhám để đến với mặt cis của bộ Golgi, nơi mà chúng hòa vào màng Golgi và sau đó trút dung dịch có trong chúng vào lumen. Khi đã vào bên trong, chúng được chế biến, sàng lọc rồi được đưa đến điểm đến cuối cùng của chúng. Nhờ có vai trò như vậy, bộ máy Golgi có vẻ là bào quan có số lượng lớn và chức năng nổi trội nhất trong tế bào. Tế bào Plasma B, một kháng thể trong hệ miễn dịch của cơ thể là những bộ máy Golgi hoạt động vượt trội.

### Cơ cấu vận chuyển
Cơ cấu vận chuyển protein qua các chồng Golgi vẫn chưa được biết rõ; tuy nhiên, cũng có một vài giả thuyết được đưa ra. Hai mô hình được đề nghị sau có thể giải thích nhiều khi chúng được liên kết với nhau hơn là khi hỗ trợ riêng lẻ nhau. Mô hình này đôi khi cũng được gọi là kiểu kết hợp

### Mô hình sự trưởng thành của nang
Các nang trong chồng túi của bộ Golgi di chuyển bằng cách tạo ra mặt cis và tiêu diệt mặt trans. Các túi màng đi từ lưới nội sinh nhám sẽ kết hợp với nhau để tạo nên mặt cis của bộ Golgi, sau đó nang này sẽ di chuyển sâu hơn vào chồng Golgi trong khi một nang mới được hình thành ở mặt cis.

### Mô hình vận chuyển nhờ các nang
Giả thuyết này xem bộ Golgi như một bào quan bất dịch, được chia thành các phần từ mặt cis đến mặt trans. Những thể màng chuyên chở nguyên liệu giữa ER và bộ Golgi, và giữa các phần khác nhau của bộ Golgi. Minh chứng từ thực nghiệm cho thấy sự tồn tại của nhiều túi màng nhỏ nằm gần bộ máy. Các nang có thể di chuyển theo hướng tiến và lùi, tuy nhiên, sự di chuyển này cò thể không cần thiết bởi việc trút liên tục protein từ lưới nhám vào mặt cis cũng đã đủ để duy trì chuyển động này rồi. Độc lập mà nói, các nang vận chuyển có vẻ như được nối với màng Golgi nhờ vào các sợi actin để chắc rằng chúng vận chuyển đúng chỗ.